# 拉杜 (加利福尼亞州)
拉杜姆（英語：Radum）是位於美國加利福尼亞州阿拉米達縣的一個非建制地區。該地的面積和人口皆未知。

## 地理
拉杜姆的座標為37°40′13″N 121°51′33″W / 37.67028°N 121.85917°W，而該地的平均海拔高度為110米（即361英尺）。